# Pérouse
Pour les articles homonymes, voir Pérouse (homonymie) et Perugia.
Pérouse (en italien : Perugia) est une ville italienne, chef-lieu de la province du même nom et capitale de la région Ombrie. La ville est notamment connue pour son université, qui est l'une des plus anciennes d'Europe.

## Géographie
Pérouse se situe sur une acropole collinaire d'une altitude moyenne de 493 m, autour de laquelle se développe le centre historique qui est en grande partie entouré par des murs étrusques et médiévaux. Le territoire communal descend tout autour du versant pour atteindre une altitude de 280 m au valle di Pian di Massiano et 170 m à proximité du fleuve Tibre qui en délimite au sud les confins avec le territoire de Torgiano.
Pérouse qui semble bâtie sur une seule colline en occupe en réalité deux : le colle del Sole et le colle Landone. La dépression maximale entre les deux collines s'étend du fosso di Santa Margherita à l'est, au fosso della Cupa, à l'ouest.
Au nord, les reliefs du mont Tezio et du mont Acuto le séparent de la commune d'Umbertide. Un bout de territoire atteint sur la partie occidentale les hauteurs qui entourent le lac Trasimène.
À l'est, les premiers contreforts collinaires de l'Apennin ombro-marchesan le mettent au contact des territoires des communes d'Assise et de Gubbio.

## Histoire
Pérouse apparaît pour la première fois dans l'histoire sous le nom de Perugia. C'est l'une des douze cités étrusques (dites dodécapole). Elle est mentionnée lors de la guerre de 310 ou 309 av. J.-C. entre les Étrusques et les Romains. Pérouse participe activement à la rébellion de 295 av. J.-C. et doit se résoudre, avec Vulsinii (Bolsena) et Arretium (Arezzo), à demander la paix l'année suivante.
Au cours des guerres puniques de 216 et 205 av. J.-C., Pérouse reste fidèle à la république romaine. On n'entend parler à nouveau de la cité qu'en 41-40 av. J.-C., lorsque Lucius Antonius vient s'y réfugier avant d'être vaincu par Octave à l'issue d'un long siège. On a retrouvé des balles de plomb jetées avec des frondes à l'intérieur de la cité et dans les environs (Corpus inscr. lat. xi. 1212). La ville est brûlée, nous dit-on, sauf les temples de Vulcain et de Junon. Les murs-terrasses étrusques, toutefois, ne sont guère endommagés. La ville est ouverte à l'occupation de tous sur un territoire d'un mille. Des inscriptions « Augusta sacr(um) Perusia restituta » permettent de supposer que la ville a été rapidement reconstruite. Elle ne devint toutefois une colonie que vers 251-253.
Les géographes ne mentionnent guère son existence jusqu'en 548, lorsque Totila l'envahit après un siège. Dans la période lombarde, Pérouse est l'une des villes principales de la région de Tuscia, qui s'étend au nord de Rome. Au IXe siècle, elle devient une propriété des papes avec l'accord de Charlemagne et de Louis le Pieux. La cité continue toutefois pendant des siècles à mener une vie indépendante, guerroyant contre les cités et territoires voisins de Foligno, Assise, Spolète, Todi, Montepulciano...
Les papes ont parfois trouvé asile dans les murs de Pérouse. L'administration papale y a aussi organisé les conclaves qui ont élu Honorius III en 1216, Honorius IV en 1285, Célestin V en 1294 et Clément V en 1305. Cependant Pérouse fut parfois réticente à l'égard des papes, ainsi lors de la rébellion de Rienzo en 1347, la cité ombrienne envoya dix ambassadeurs au tribun romain et résista vigoureusement aux légats du pape venus la soumettre.
Au cours des XIVe et XVe siècles, les rivalités entre les premières familles locales, les Baglioni et les Oddi, les Michelotti, transformèrent peu à peu la ville en champ de bataille (assassinat de Biordo Michelotti le 10 mars 1398). Le 12 juillet 1416, Braccio da Montone, condottiere natif de la cité dont il avait été chassé avec sa famille dans sa jeunesse, s'empare de la ville qui lui est offerte par ses habitants lors de la bataille de Sant'Egidio, en écrasant les troupes de Carlo Malatesta avec l'aide de son fils Oddo et de Niccolo Piccinino. Rapidement, presque toute l'Ombrie sera sous sa domination et le restera jusqu'à sa mort en 1424.   Comme dans de nombreuses villes de Toscane et d'Ombrie, Pérouse se couvrit alors de maisons-tours érigées par les personnalités les plus puissantes et les plus riches. Lorsque les Oddi quittèrent la ville, les Baglioni se déchirèrent entre eux. Le mariage d'Astorre Baglioni, en 1500, dégénéra en massacre. Le jeune Raphaël, qui apprenait alors la peinture à Pérouse, a immortalisé dans La Déposition la figure du beau Grifonetto Baglioni, mort au cours de ces journées.
Les papes commencèrent à craindre ces princes si instables et menaçants. En 1520, Léon X attira à Rome Gian Paolo Baglioni et le fit décapiter. Vingt ans plus tard, profitant d'une rébellion des Pérugins contre une taxe sur le sel imposée par le pape, Paul III envoya son armée à Pérouse pour soumettre définitivement la ville. Il détruisit toutes les tours qui couronnaient la ville et construisit une énorme citadelle, la Rocca Paolina, par-dessus les résidences des Baglioni. Les anciennes rues du quartier Baglioni devinrent des galeries souterraines que l'on peut encore visiter aujourd'hui. Cette citadelle, dressée au sommet de la ville, servait moins à protéger Pérouse de ses assaillants qu'à empêcher toute rébellion des habitants contre le pouvoir pontifical. Elle cristallisera pendant des siècles l'humiliation des Pérugins.
En 1797, l'armée de Bonaparte occupa Pérouse et y ramassa les principales œuvres d'art, dont des tableaux du Pérugin qu'on trouve aujourd'hui dans des musées français. La ville fut aussi touchée par des tremblements de terre en 1832, 1838 et 1854. L'armée autrichienne prit la ville en mai 1849. L'événement le plus important fut toutefois la « libération » de la ville en 1860, lorsque la ville échappa définitivement au pouvoir papal pour rejoindre le Piémont avec le reste de l'Ombrie. L'une des premières décisions des dirigeants de la ville fut alors de détruire la Rocca Paolina.
Pérouse fut le quartier général de la révolution fasciste en octobre 1922. Les membres du quadrumvirat, ou Comité révolutionnaire militaire, Bianchi, Balbo, Vecchi et Bono dirigèrent l'action insurrectionnelle d'après le plan arrêté par Mussolini dans ses moindres détails depuis Pérouse.

## Culture

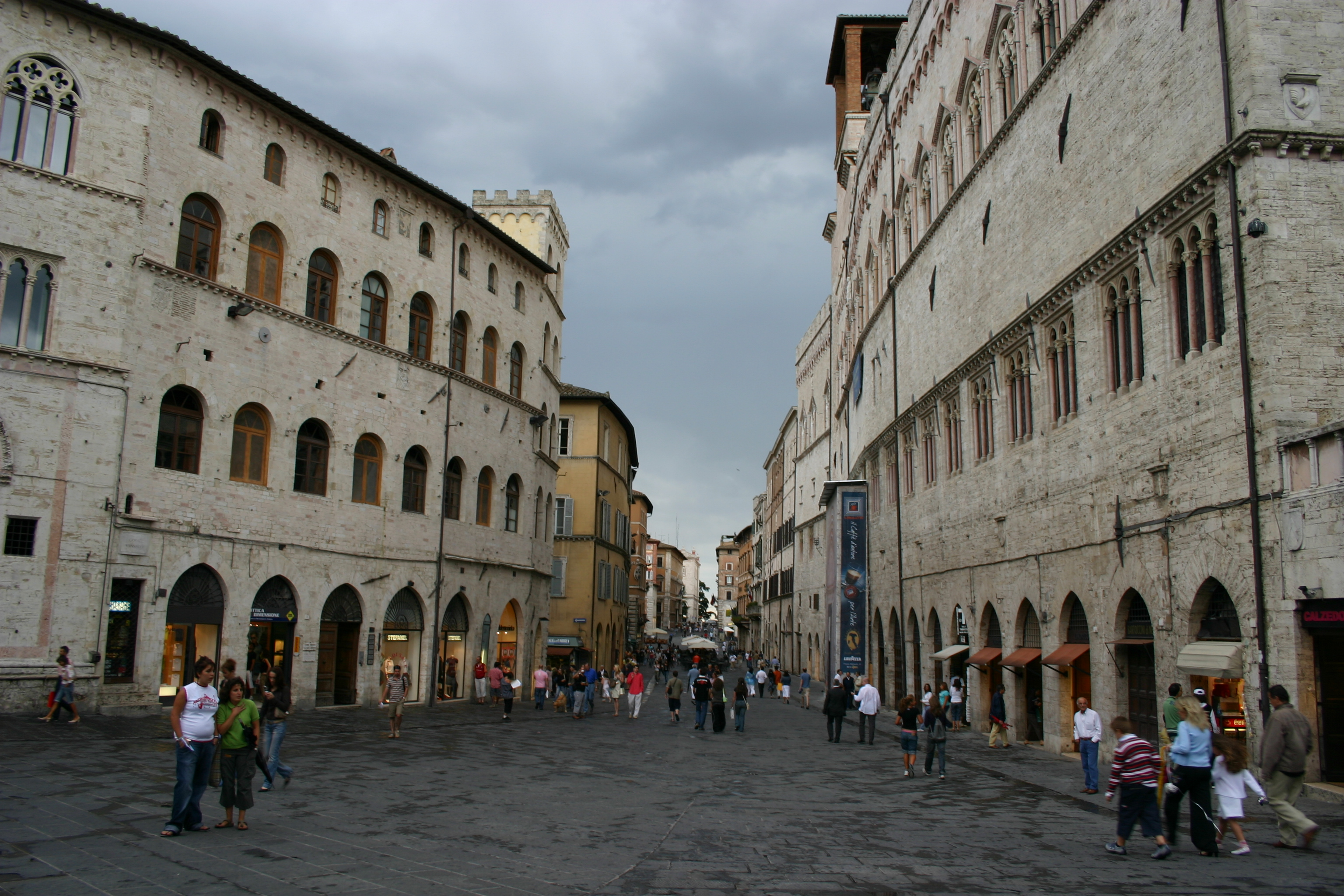
Le Corso Vannucci est l'artère principale de la ville de Pérouse.

Malgré ses richesses artistiques et l'intérêt de son vaste centre médiéval, Pérouse est une ville moins touristique que Florence ou Sienne. En revanche, c'est une ville étudiante importante.  Elle accueille en particulier de nombreux étudiants étrangers dans son Università per stranieri di Perugia.

### Monuments

#### Églises

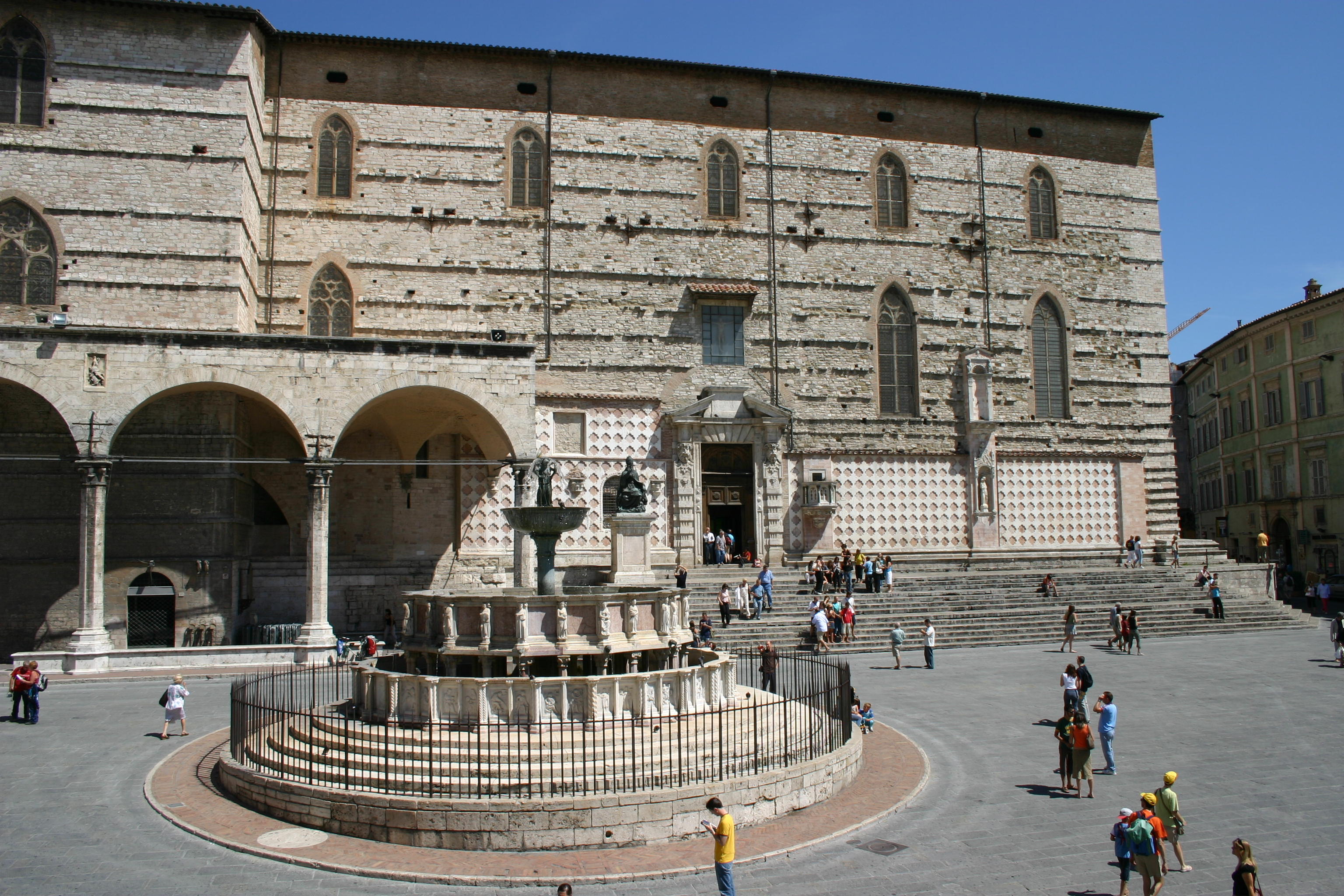
Cathédrale San Lorenzo.

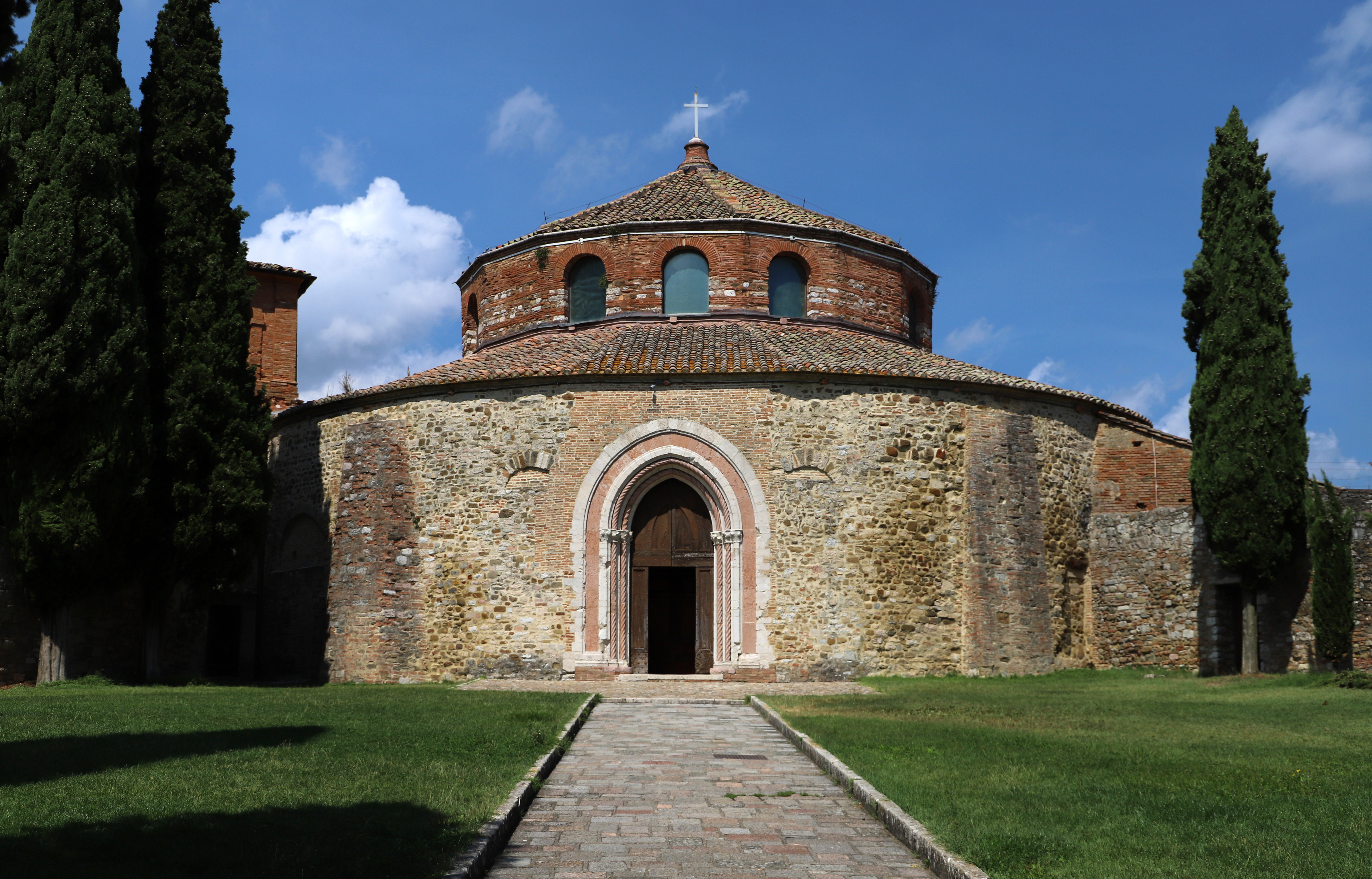
Église San Angelo.

- Cathédrale, duomo di San Lorenzo (XVe siècle)
- Basilique Saint-Pierre (fin du XVIe siècle)
- Basilique San Domenico (commencée en 1394)
- Église San Angelo (VIe siècle)
- Oratorio di San Bernardino (façade sculptée par Agostino di Duccio)
- Église Sant'Agostino
- Église Santa Agata de Pérouse
- Église San Ercolano de Pérouse
- Église San Francesco al Prato
- Église Santa Maria de Monteluce
- Église San Filippo Neri
- Église Santa Giuliana de Pérouse
- Église Santa Maria Nuova de Pérouse
- Église San Matteo in Campo Orto
- Église Santi Stefano et Valentino
- Commanderie de Pérouse

#### Palais

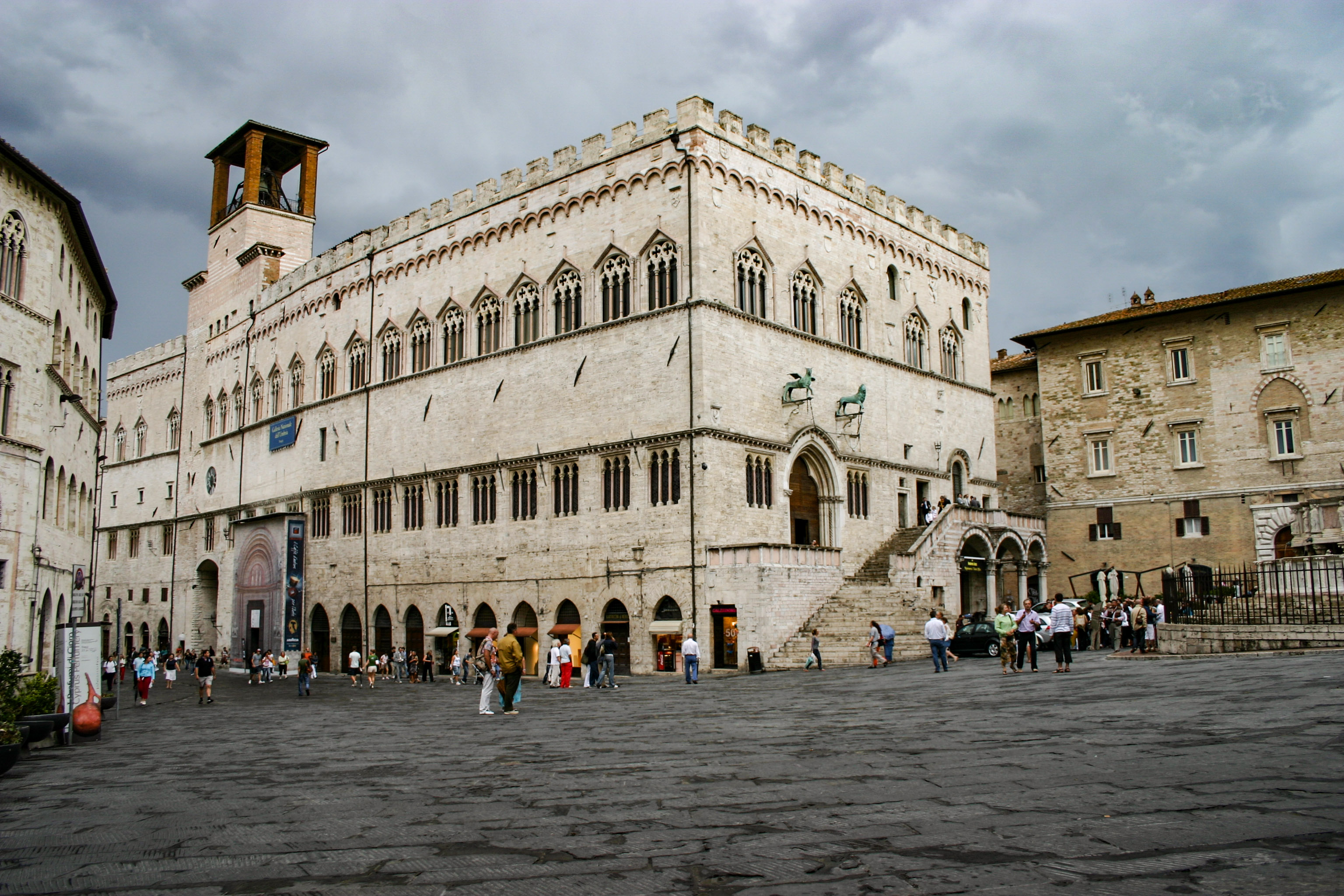
Le Palazzo dei Priori, vu depuis la place du 4 novembre.

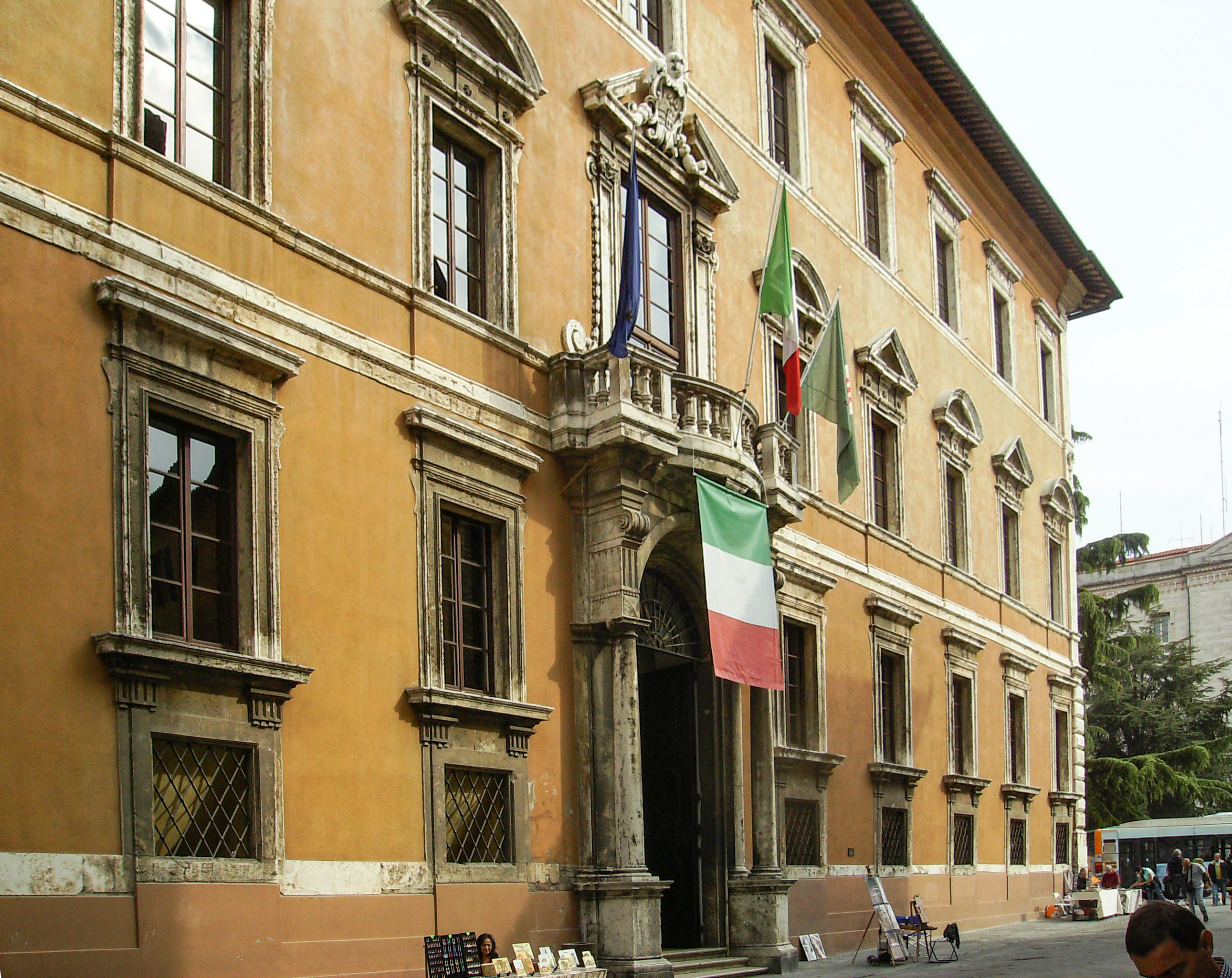
Le Palazzo Donini.

- Le Palazzo del Capitano del Popolo
- Le Palazzo dei Priori ou Palazzo Comunale (hôtel de ville) qui contient la Galerie nationale de l'Ombrie au 3e étage
- Le Palazzo Donini se situe sur le Corso Vannucci au no 96 via Fortebraccio
- Le Palais Sorbello, situé au 9 piazza Piccinino, et qui abrite la fondation Uguccione Ranieri di Sorbello.

#### Places
- La Piazza Matteotti
- La Piazza IV Novembre et la Fontana Maggiore, une fontaine médiévale construite sur les dessins de Fra Bevignate et comportant trois vasques (deux en marbre et la supérieure en bronze), à 50 bas-reliefs et 24 statuettes, trois nymphes porteuses d'eau, de Nicola et Giovanni Pisano,
- La Piazza Michelotti, l'endroit le plus élevé de Pérouse (panorama sur la plaine, les montagnes et Assise)

#### Cimetières
- Le Cimetière monumental de Pérouse

#### Vestiges étrusques, romains et médiévaux

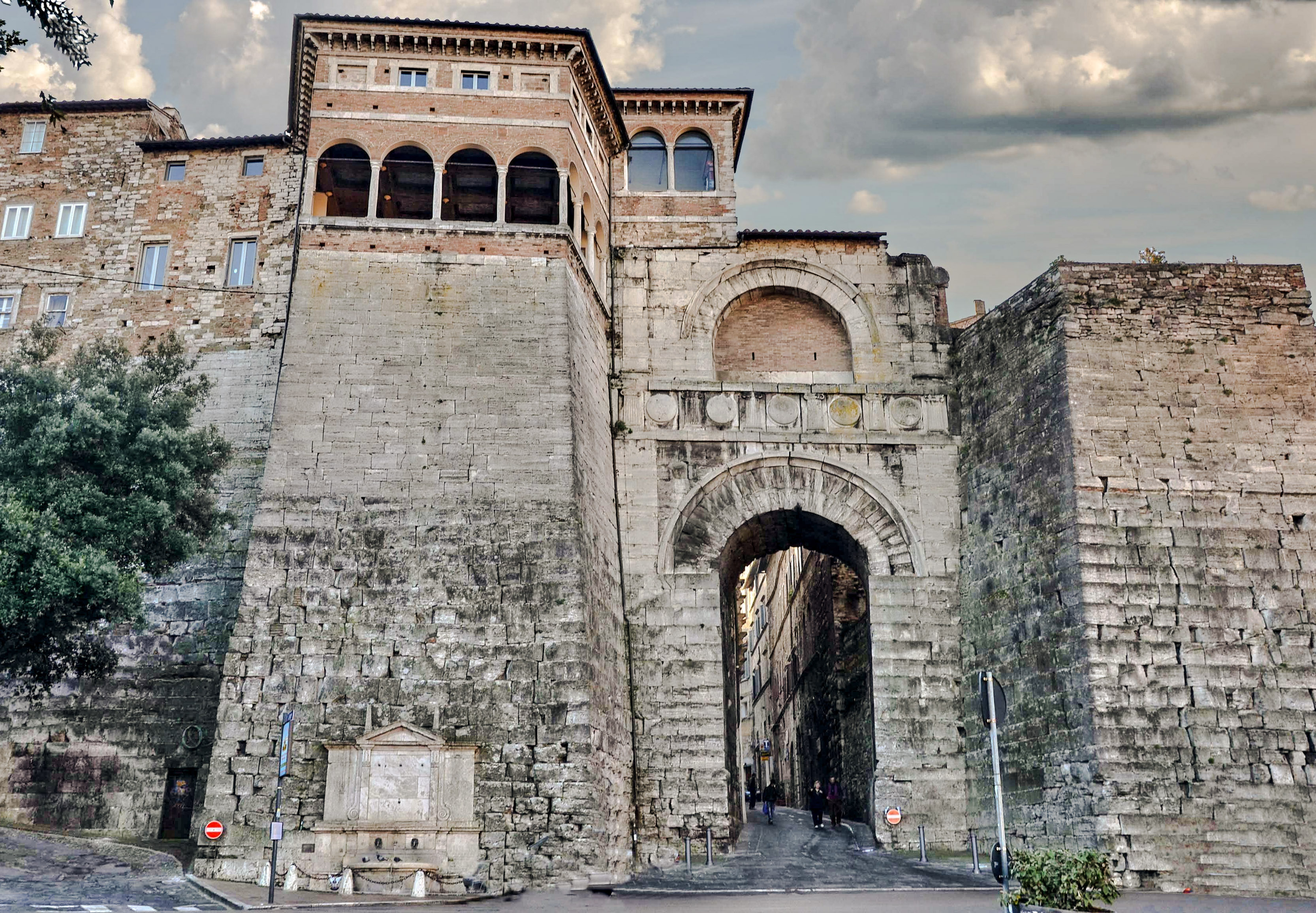
Arc étrusque.

- Porta Augusta, une porte étrusque et romaine
- Remparts étrusques
- Puits étrusque
- Hypogée des Volumni (hypogée de la famille Volumnus), une tombe étrusque à l'extérieur de la ville
- Nécropole antique
- Remparts médiévaux
- Vestiges de la Rocca Paolina et de la Porta Marzia étrusque
- Ville souterraine (ancien quartier des Baglioni)
- Torre degli Sciri
- Aqueduc médiéval

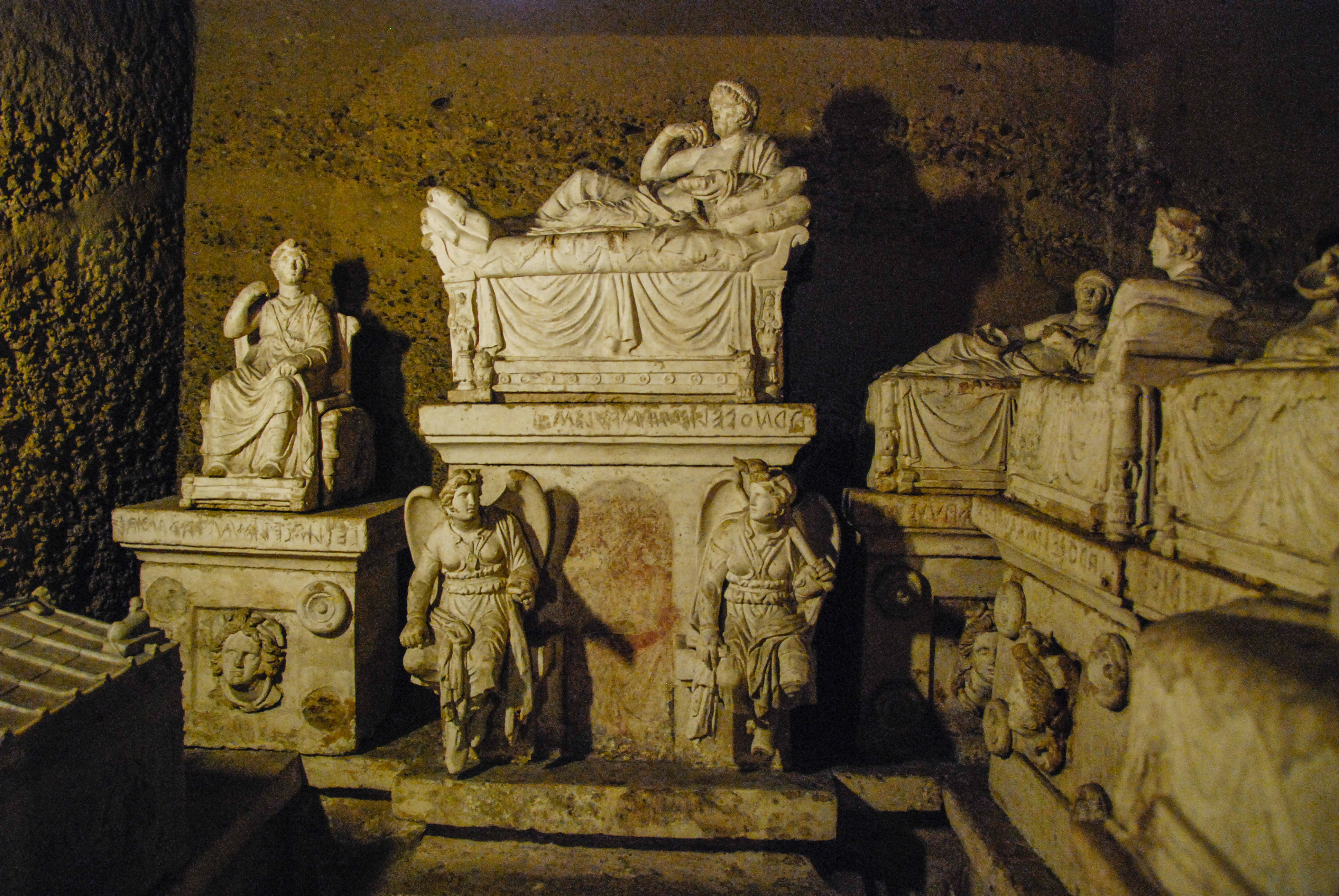
Hypogée des Volumni.
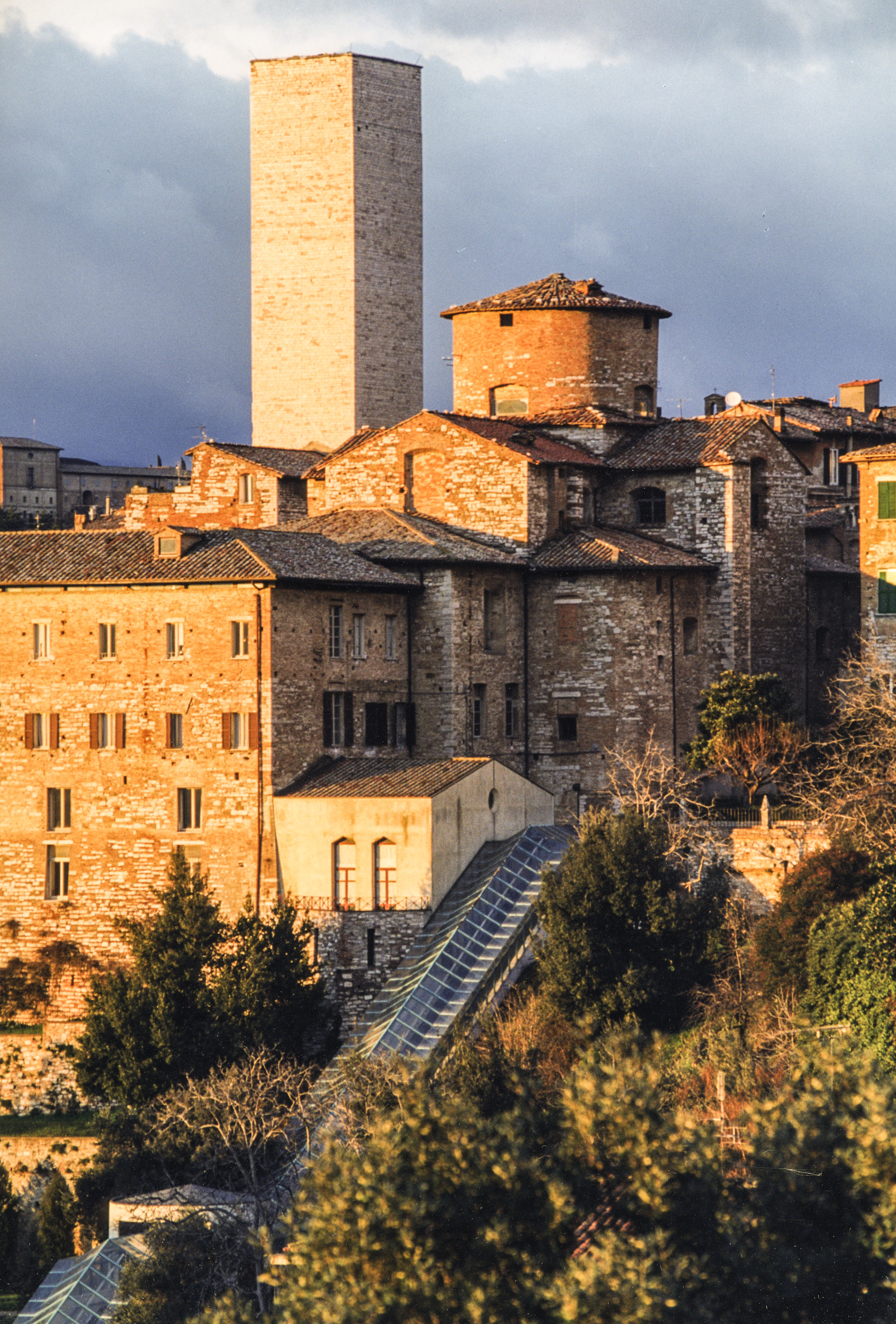
Tour des Sciri.
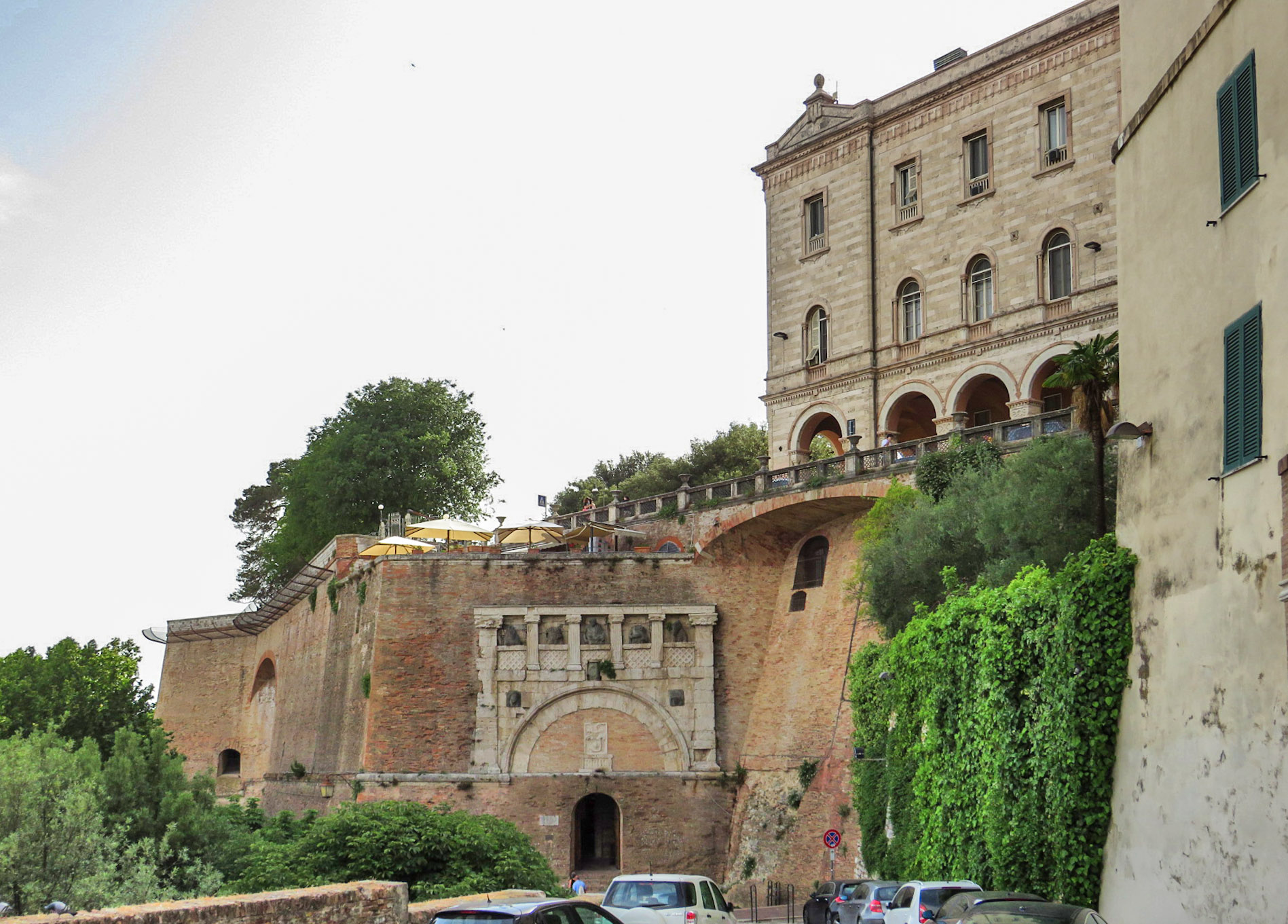
Forteresse Paolina et Porta Marzia.

#### Musées et autres
- La Galleria Nazionale, Galerie nationale de l'Ombrie (œuvres du Pérugin et de l'école ombrienne, le polyptyque Saint-Antoine de Piero della Francesca -1470)
- Le Musée national d'Archéologie de l'Ombrie et sa collection importante de tombeaux et de vestiges étrusques
- Le Palais Sorbello
- Le Palais de la Province et de la Préfecture
- Le Théâtre Morlacchi
- L'Université de Pérouse datant de 1307
- Le  Museo Palazzo della Penna
- Le café historique Sandri

#### Équipements sportifs
- Le Stade Renato-Curi, dans lequel se disputent les matches du Pérouse Calcio.
- Le Stade Santa Giuliana, dans lequel se disputaient les matches du Pérouse Calcio (entre 1937 et 1975).

### Personnalités liées à la ville
- Innocent III (1160-1216), pape
- Aldo Capitini (1899-1968), philosophe
- Bartolus de Saxoferrato (1313-1357), jurisconsulte
- Cesare Crispolti (1563-1608), historien
- Biordo dei Michelotti (1352-1398), condottiere
- Braccio da Montone (1368-1424), condottière
- Matteo da Perugia (actif entre 1390 et 1416), compositeur
- Le Pérugin (1448-1523) (Pietro Vannucci), peintre (né à Città della Pieve, il doit son surnom à la ville de Pérouse où il mourut)
- Bernardino di Betto, dit Pinturicchio (1454-1513), peintre
- Galeazzo Alessi (1512-1572), architecte
- Ignazio Danti (1536-1586), mathématicien
- Orazio Antinori (1811-1882), explorateur et zoologiste
- Ferruccio Lamborghini (1916-1993), industriel
- Leonardo Servadio (1925-2012), fondateur de la marque de prêt-à-porter de survêtement Ellesse
- Gabriele Mirabassi (° 1967), clarinettiste de jazz
- Fabrizio Ravanelli (° 1968), footballeur italien
- Giovanni Mirabassi (° 1970), pianiste de jazz
- Filippo Timi (° 1974), acteur

### Festivités
- Umbria Jazz au mois de juillet (invité principal - en 2003 : James Brown - en 2005 : Elton John)
- EuroChocolate

## Économie
Pérouse est aussi un haut lieu du chocolat en Italie (usine Nestlé dite Perugina).

## Administration
| Période                                  | Période      | Identité            | Étiquette | Qualité                 |
| ---------------------------------------- | ------------ | ------------------- | --------- | ----------------------- |
| 24 avril 1995                            | 14 juin 1999 | Gianfranco Maddoli  | Ind.      | Professeur d'université |
| 13 juin 1999                             | 8 juin 2009  | Renato Locchi       | PD        |                         |
| 8 juin 2009                              | 11 juin 2014 | Wladimiro Boccali   | PD        |                         |
| 11 juin 2014                             | 26 juin 2024 | Andrea Romizi       | FI        | Avocat                  |
| 26 juin 2024                             | En cours     | Vittoria Ferdinandi | Ind.      |                         |
| Les données manquantes sont à compléter. |              |                     |           |                         |

## Consulats étrangers
La ville de Pérouse est le siège des consulats suivants :
- Consulat de France - Consul honoraire Gabriele Galatioto ;
- Consulat de l'Équateur - Consul honoraire Mauro Cavallucci ;
- Consulat du Pérou - Consul honoraire Damiano Marinelli ;
- Consulat du Luxembourg - Consul honoraire Tiberio Ansidei di Catrano ;
- Consulat de Croatie - Consul honoraire Leonardo Cenci ;
- Consulat d'Espagne - Consul honoraire Jacopo Aldighero Caucci von Saucken ;
- Consulat du Brésil - Consul honoraire Manoel Ricardo Alvarez Calheiros ;
- Consulat de Bulgarie - Consul honoraire Antonio Cascianelli.

### Hameaux
Bagnaia, Bosco, Capanne, Castel del Piano, Cenerente, Città della Domenica, Civitella Benazzone, Colle Umberto I, Collestrada, Colombella, Ellera, Ferro di Cavallo, Fontignano, Fratticiola Selvatica, La Bruna, La Cinella, Lacugnano, Migiana di Monte Tezio, Monte Corneo, Monte Petriolo, Montebello, Mugnano, Olmo, Parlesca, Pianello, Piccione, Pila, Pilonico Materno, Poggio della Pietra, Poggio delle Corti, Ponte Felcino, Ponte Pattoli, Ponte Rio, Ponte San Giovanni, Ponte Valleceppi, Prepo, Pretola, Ramazzano, Rancolfo, Ripa, Sant'Andrea delle Fratte, Sant'Egidio, Sant'Enea, San Fortunato della Collina, San Giovanni del Pantano, Santa Lucia, San Marco, Santa Maria Rossa, San Martino in Campo, San Martino in Colle, San Sisto, Solfagnano, Villa Pitignano.

### Communes limitrophes

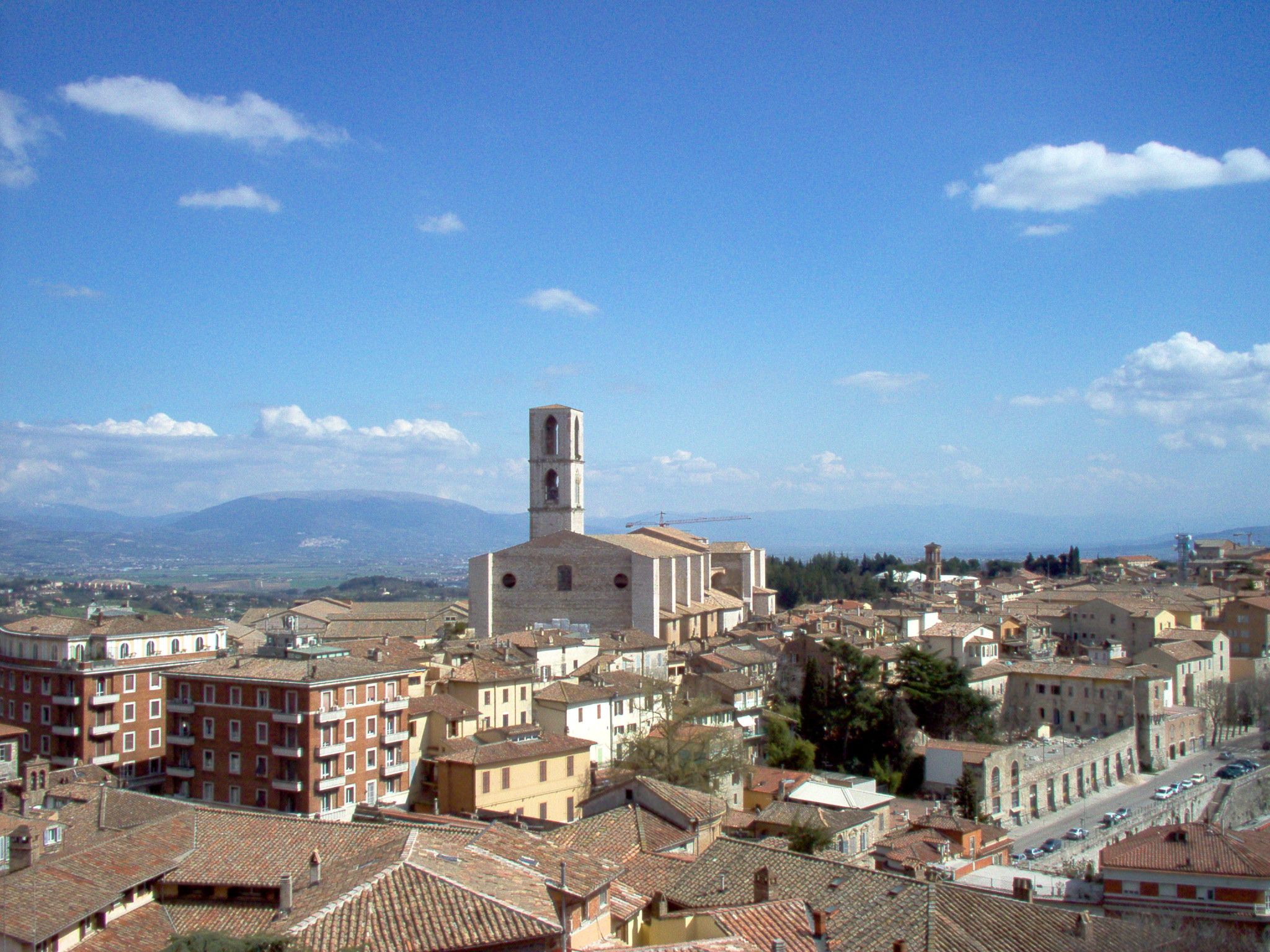
Panorama.

Assise, Bastia Umbra, Corciano, Deruta, Gubbio, Magione, Marsciano, Panicale, Piegaro, Torgiano, Umbertide, Valfabbrica.

## Jumelages
- Bratislava (Slovaquie)
- Tübingen (Allemagne), dans le land de Bade-Wurtemberg
- Grand Rapids (États-Unis), dans l'État du Michigan
- Aix-en-Provence (France), en Provence
- Seattle (États-Unis), dans l'État de Washington
- Manaus (Brésil)
- Kairouan (Tunisie)